# Linia wysokiego napięcia prądu stałego
     działające
     w budowie
     planowane

działające
w budowie
planowane
Linie HVDC w Europie

Linia wysokiego napięcia prądu stałego – także HVDC (ang. high voltage direct current) – sieć wysokiego napięcia przesyłająca prąd stały.

## Sieci wysokiego napięcia
W większości linii energetycznych wysokiego napięcia płynie prąd przemienny, którego kierunek zmienia się z częstotliwością 50 lub 60 Hz. Maszyny prądu przemiennego (zarówno silniki, jak i generatory) są znacznie prostsze i tańsze niż maszyny prądu stałego. Również napięcie łatwiej przekształcać w układach prądu przemiennego – za pomocą względnie taniego transformatora można napięcie z elektrowni podwyższyć, po to żeby przesłać energię na dużą odległość przy małych stratach (wystarczą małe przekroje przewodów), a następnie obniżyć je do wartości bezpiecznych dla użytkownika końcowego.
W przypadku linii przesyłowych prądu przemiennego ich długość jest ograniczona, gdyż część mocy przepływa gałęzią poprzeczną – tzw. moc ładowania linii. Graniczna długość zależy wtedy od typu linii (linia napowietrzna, linia kablowa) i jej obciążenia. Długości graniczne linii kablowych są dużo mniejsze niż linii napowietrznych, gdyż w liniach kablowych izolator dielektryczny zwiększa pojemność gałęzi poprzecznej. Pojęcie długości granicznej nie ma zastosowania dla linii prądu stałego, gdyż ładowanie linii zachodzi tylko w momencie włączenia zasilania.
Przy wykorzystaniu technologii HVDC do przesyłu prądu na dużych odległościach (powyżej 500 kilometrów liniami napowietrznymi i ponad 50 kilometrów kablami podmorskimi) bardziej opłacalny jest przesył prądu stałego. W tej metodzie przed przesyłem prąd zostaje przepuszczony przez prostownik, by po stronie odbiorcy przejść przez falownik, który zamienia prąd stały na prąd przemienny. Obecnie zarówno prostownik, jak i falownik jest najczęściej tym samym półprzewodnikowym układem przekształtnikowym, który może pracować w obu trybach w zależności od kierunku przesyłanej energii. Cały czas prowadzone są też badania nad nowymi technologiami umożliwiającymi przesył prądu stałego z niskimi stratami na coraz krótszych odcinkach sieci.

## Topologie przekształtnikówHVDC
W układach HVDC wykorzystywane są trzy topologie przekształtników:
- przekształtniki prądu CSCs o komutacji sieciowej (ang. Current Source Converters) określane również jako LCC (ang. Line Commutated Converters),
- przekształtniki prądu komutowane kondensatorowo CCCs (ang. Capacitor Commutated Converters),
- przekształtniki napięcia (ang. Voltage Source Converters) o komutacji wymuszonej FCC (ang. Forced Commutated Converters).

## Historia
W 1882 roku Thomas Edison uruchomił pierwszą na świecie sieć elektroenergetyczną na szeroką skalę, która dostarczała 110 V prądu stałego do 59 klientów dolnego Manhattanu. W 1887 roku Nikola Tesla wniósł zgłoszenia patentowe związane z konkurencyjną formą dystrybucji energii znanej jako sieć prądu przemiennego.
W następnych latach miała miejsce zaciekła rywalizacja pomiędzy Teslą a Edisonem, dotycząca metody generowania i przesyłu energii, nazywana „walką o prąd przemienny”. Prąd przemienny (AC) zastąpił w końcu prąd stały (DC) w wytwarzaniu i rozdziale energii, ogromnie rozszerzając zakres i udoskonalając bezpieczeństwo i sprawność rozdziału energii elektrycznej. W ten sposób w końcu XIX wieku linie prądu przemiennego wyparły linie prądu stałego. Tym niemniej zarówno w Stanach Zjednoczonych, jak i w Europie funkcjonowały jeszcze przez długi czas ich niewielkie pozostałości, choć urządzenia wykorzystywane w nich wówczas nie były tak wygodne jak wynalezione później urządzenia elektroniki przemysłowej (prostowniki rtęciowe, tyrystory i IGBT) stosowane we współczesnych liniach przesyłowych prądu stałego.
Nowoczesna technologia HVDC zaczęła się rozwijać na większą skalę po roku 1930 w Szwecji w firmie ASEA. Pierwsza komercyjna linia powstała w ZSRR w 1951 i połączyła Moskwę z Kaszyrą. W 1954 podmorskim kablem HVDC ASEA połączyła z lądem stałym szwedzką wyspę Gotlandię. Było to pierwsze połączenie podmorskie.

## Realizacje na świecie
Najdłuższa linia HVDC znajduje się obecnie w Chinach i łączy Szanghaj z hydroelektrownią Xiangjiaba (długość linii napowietrznej: 1980 km, moc: 6400 MW). W 2012 została oddana do użytku linia HVDC Rio Madeira pomiędzy brazylijskim stanem Amazonas a regionem São Paulo, o długości linii napowietrznej ponad 2500 km.

### HVDCw Polsce
Podmorski kabel HVDC SwePol Link łączący Polskę i Szwecję oddano do użytku w sierpniu 2000 roku. Stacja przekształtnikowa po stronie polskiej znajduje się w okolicach Ustki, a po stronie szwedzkiej nieopodal miejscowości Karlshamn. Ponadto w grudniu 2015 uruchomiono połączenie systemów elektroenergetycznych Polski oraz Litwy LitPol Link. Stacja przekształtnikowa jest po stronie litewskiej. Sprzęgnięcie obu systemów spowodowało zamknięcie tzw. „pierścienia bałtyckiego” i umożliwia przesył energii pomiędzy pracującymi do tej pory osobno niezsynchronizowanymi systemami. W listopadzie 2022 roku prezes URE uzgodnił Plan Rozwoju Systemu Przesyłowego na lata 2023-2032, według którego do 2032 roku ma powstać połączenie HVDC o długości 600 km łączące północ kraju z rejonem Górnego Śląska.